# ドイッチュ限界

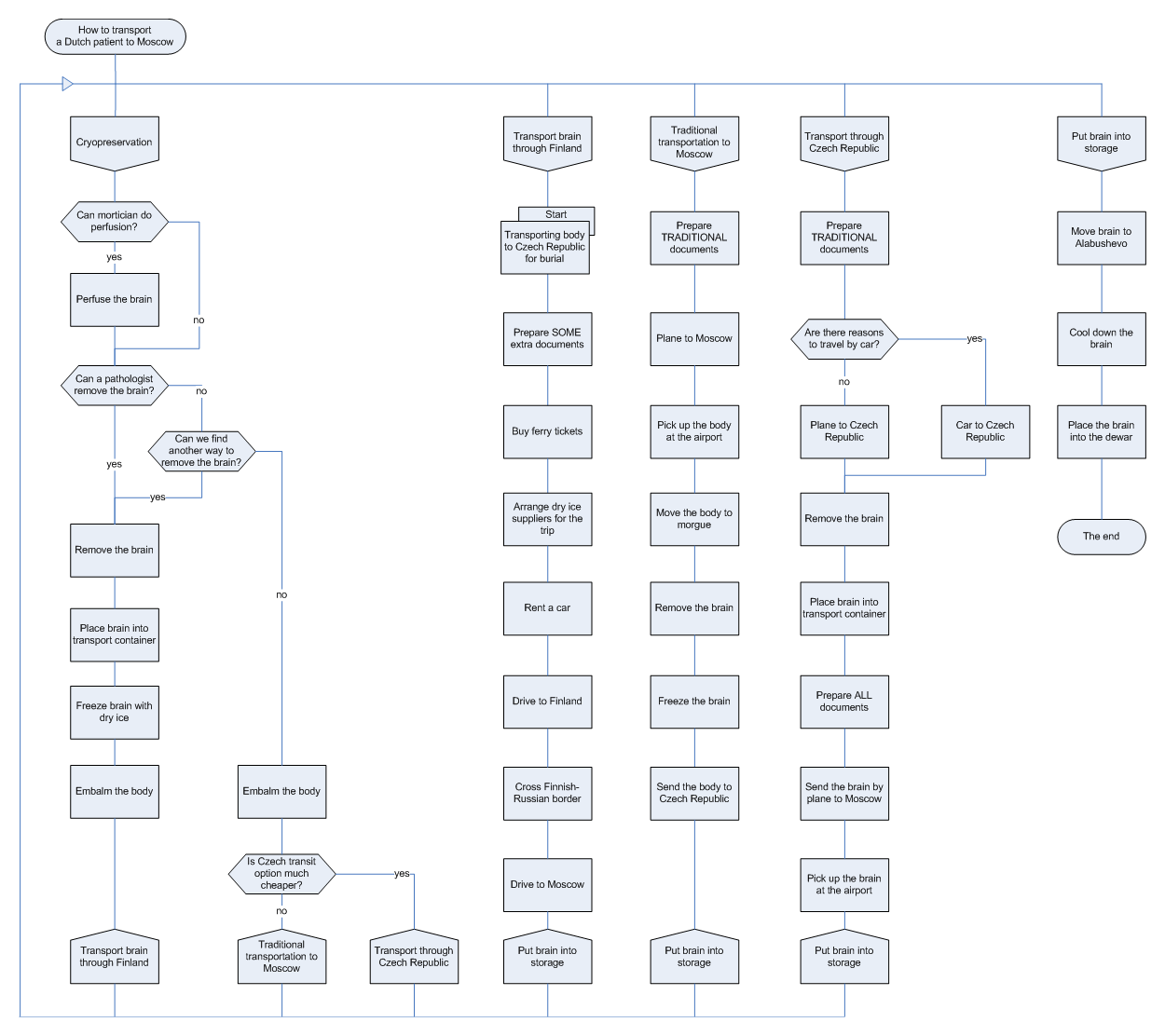
ビジュアルプログラミング言語 DRAKONのプログラムの例。50個のビジュアルプリミティブがある。

ドイッチュ限界は、ビジュアルプログラミング言語の情報密度に関する警句である。起源はL・ピーター・ドイッチュによるもので、以下のような内容である。
ビジュアルプログラミングの問題は、画面上にいちどに50を超えるビジュアルプリミティブを表示できないことである。
この用語を作ったのはフレッド・レイキンである。ビジュアルプログラミングに関して行われたスコット・キムとワーレン・ロビネットの対談に対し、ドイッチュが以下のようにコメントしたことがもとになっている。
| 「 | まあ、万事うまくいっているようだが、ビジュアルプログラミング言語の問題は、画面上にいちどに50を超えるビジュアルプリミティブを表示できないことだ。これでどうやってオペレーティングシステムを書くつもりだ？ | 」 |

ビジュアルプログラミング言語におけるプリミティブとは、プログラムを構成する独立した視覚的要素のことである。いちどに多くのプリミティブを表示できれば、プログラマにより多くの情報を提示できる。
ドイッチュ限界は、テキストが持つ情報密度の高さを明示し、ビジュアルプログラミング言語のスケーラビリティの低さという問題を提起している。そのためドイッチュ限界は、テキストベースのプログラミング言語がビジュアルプログラミング言語より優れている点の例として引用されることがある。
ドイッチュ限界に対する批判としては、テキストベースのプログラミング言語にも同様の限界が存在するかどうかが明確でないことや、テキストベースのプログラミング言語と同様にビジュアルプログラミングにもモジュールの考えかたを適用することで限界を克服できるのではといった点が挙げられる。